# Mordellistena uniformis
Mordellistena uniformis is een keversoort uit de familie spartelkevers (Mordellidae). De wetenschappelijke naam van de soort is voor het eerst geldig gepubliceerd in 1946 door Ray.